# مبدأ القلعة
مبدأ القلعة (بالإنجليزية: Castle Doctrine)، ويُعرف أيضًا بـقانون القلعة أو حق الدفاع عن المسكن، هو مبدأ قانوني يمنح الفرد، في بعض الحالات، حق استخدام القوة — وصولًا إلى القوة المميتة — للدفاع عن نفسه داخل منزله أو أي مكانٍ يشغله بصورةٍ قانونية (كمنزل أو سيارة)، وذلك دون التعرّض للملاحقة القانونية بسبب نتائج هذا الدفاع.
ويُستخدم هذا المصطلح بكثرة في الولايات المتحدة، وإن كانت مبادئه تظهر بصيغٍ مشابهة في أنظمة قانونية أخرى حول العالم.

## السياق القانوني
يُلزم القانون في بعض الولايات أو الدول الفرد بـواجب الفرار إذا كان بإمكانه تجنّب العنف بصورةٍ معقولة. إلا أن مبدأ القلعة يُخفف من هذا الالتزام حين يقع الاعتداء داخل المنزل، حيث يمكن استخدام القوة المميتة إذا شعر المدافع بـخطر وشيك يهدد حياته أو سلامته أو حياة غيره.
في هذه الحالات، قد يُعد القتل مبررًا (أي القتل المبرر)، أو تُخفف أعباء الإثبات عن المتهم، أو يُمنح حق تقديم دفع إيجابي في مواجهة تهمة القتل الجنائي.
لكن مبدأ القلعة ليس قانونًا محددًا بذاته، بل هو مجموعة من المبادئ قد تُدمج ضمن تشريعات متعددة، وغالبًا لا تمنح هذه المبادئ حصانة مدنية — كالإعفاء من دعاوى القتل الخطأ — والتي يكون فيها عبء الإثبات أقل بكثير من القضايا الجنائية.

## العلاقة مع القتل المبرر
يُعرف القتل المبرر بأنه قتلٌ لا يترتّب عليه لوم قانوني، ويقع غالبًا ضمن سياق الدفاع عن النفس. ومع أن بعض حالات القتل المبرر داخل المسكن تتقاطع مع مبدأ القلعة، فإنهما ليسا مترادفين من الناحية القانونية؛ إذ يكفي أحيانًا مجرد تعدٍّ على المسكن — وربما اقترانه بشعور شخصي بالخوف — لاستدعاء مبدأ القلعة[بحاجة لمصدر]
.
كما أن وجود نصٍ قانوني يُبيح القتل المبرر في سياق الدفاع عن المسكن لا يعني بالضرورة وجود مبدأ قلعة يُعفي من واجب الفرار أو يُبرر الدفاع المطلق عن الملكية.

## الجدل العام
أثار استخدام هذا المبدأ في الولايات المتحدة جدلًا واسعًا، خاصة في قضايا شغلت الرأي العام، منها مقتل الطالب الياباني يوشيهيرو هاتوري، ورجل الأعمال الاسكتلندي أندرو دي فريس[بحاجة لمصدر]

## التاريخ
إن مفهوم حرمة المسكن واعتباره حصنًا لا يجوز انتهاكه، هو مبدأ قانوني قديم يعود إلى زمن الجمهورية الرومانية في الحضارة الغربية. فقد ورد عند نوما ديني فستل دو كولانج في كتابه المدينة القديمة: "أن دخول بيتٍ بنية عدائية كان يُعد تدنيسًا مقدسًا، وكان المنزل بمنزلة الحرم لا يُمس".

أما في القانون العام الإنجليزي، فقد ارتبط هذا المبدأ بالمقولة الشهيرة: "منزل الإنجليزي هو قلعته" (An Englishman's home is his castle)، والتي برزت في قضية سيمين (Semayne's case)، وتكرّست قانونًا في مؤلفات الفقيه الإنجليزي إدوارد كوك خلال القرن السابع عشر، في كتابه مبادئ قوانين إنجلترا (1628م)، حيث قال:
وقد رسّخ وليام بيت، رئيس وزراء بريطانيا في عام 1763، هذا المبدأ بقوله:
لقد انتقل هذا المبدأ مع المستوطنين الإنجليز إلى العالم الجديد، حيث تطوّر هناك ليُعرف بـمبدأ القلعة في الولايات المتحدة. أما في إنجلترا، فقد ظل المصطلح يُستخدم للدلالة على الحق المطلق للفرد في منع دخول أيٍّ كان إلى منزله، رغم أن هذا الحق لم يكن مطلقًا دومًا، إذ إن للقانون قيودًا وإجراءات، منها ما منح لموظفي التنفيذ القانوني (كـالمحضرين) صلاحياتٍ متزايدة بالدخول منذ أواخر القرن العشرين.

كما أن بعض التفسيرات الدينية قد ساهمت في تأصيل هذا المبدأ. فقد أشار القس البروتستانتي ومفسر الكتاب المقدس في القرن الثامن عشر، ماثيو هنري، إلى أن سفر الخروج في العهد القديم قد استثنى الدفاع المشروع عن النفس من جريمة القتل. حيث جاء في تفسيره:

### في بدايات الولايات المتحدة

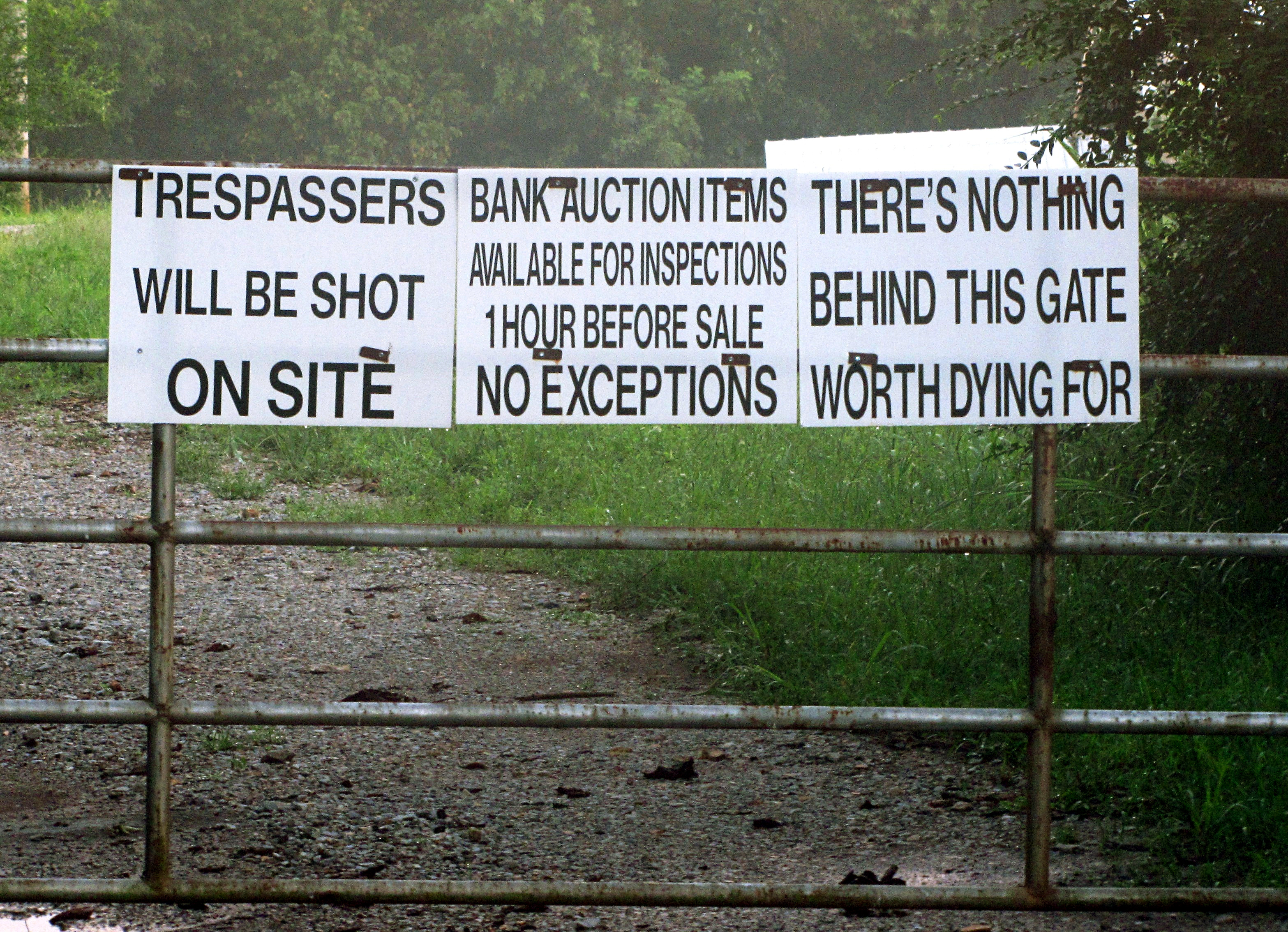
لافتة تحذيرية: "المتسللون يُطلق عليهم النار"

بحلول القرن الثامن عشر، بدأت العديد من الولايات الأمريكية بتبنّي قواعد القانون العام الإنجليزي، بما في ذلك قوانين برلمانية من قبيل "قانون نورثهامبتون" لسنة 1328 (2 إد. الثالث)، و"قانون الدخول بالقوة" لسنة 1381 (5 ريتشارد الثاني)، والتي ظلّت معمولًا بها منذ ذلك الحين. وقد هدفت هذه القوانين إلى تجريم اللجوء إلى "العدالة الذاتية"، وحث الأفراد على الالتجاء إلى القضاء في حال النزاع حول الممتلكات.
وفقًا لهذه القواعد، كان مطلوبًا من الطرف المهدَّد أن ينسحب من المواجهة متى كان النزاع على الممتلكات، ويُعالج المسألة عبر القنوات المدنية.
وكما في السابق، انقسم الساسة والفقهاء الإنجليز حيال شرعية استخدام القوة للدفاع عن النفس. ففي كتابه الرابع، الفصل السادس عشر، من مؤلفه الشهير شروح على قوانين إنجلترا، كتب الفقيه ويليام بلاكستون:
ويُستدل من نص بلاكستون أن القانون يجيز للساكن أن يقتل من يقتحم داره، دون مساءلة، وهو مبدأ جرى تعميمه لاحقًا في المستعمرات الأمريكية.
كما لم يكن المبدأ مقتصرًا على مواجهة الجيران أو المجرمين، بل شمل أيضًا موظفي التاج البريطاني الذين يدخلون البيوت دون أمر قضائي صحيح. وتُعدّ قيود التعديل الرابع لدستور الولايات المتحدة استمرارًا لهذا المبدأ، حيث تنص على حماية الأفراد من التفتيش غير المشروع، في تقاطع واضح مع فلسفة مبدأ القلعة.[بحاجة لمصدر]

### في الصين القديمة
شهدت الصين القديمة أشكالًا متعددة من مبدأ القلعة القانونية، تُقابل في جوهرها ما عُرف لاحقًا في الغرب بنفس الاسم. فقد أورد الفقيه القانوني في عهد أسرة هان تشنغ تشونغ أن هذا المبدأ يمتد ليشمل لا البيوت وحدها، بل حتى الغرف، والأكواخ، والعربات، والسفن. وقال: "لا يُعد مذنبًا من يقوم فورًا بضرب وقتل شخصٍ دخل بغير سبب إلى بيت أو مكان إقامة أو عربة أو سفينة بقصد ارتكاب جريمة" (بالصينية: (بالصينية: 若今時無故入人室宅廬舍，上人車船，牽引人欲犯法者，其時格殺之，無罪)).
وفي عهد أسرة تشين، توسعت القوانين لتمنع حتى الشرطة أو المسؤولين من اقتحام منازل الناس ليلًا، ولو لأغراض التوقيف، حيث نصّ قانون الاعتقالات (بالصينية: 捕律) على: "يُمنع على الشرطة دخول منازل الناس ليلًا بغرض القبض. وإذا خالف الشرطي هذا، وتعرض للإيذاء من قِبل من في البيت، يُعامل كمعتدٍ بلا سبب" (بالصينية: 捕律：禁吏毋夜入人廬舍捕人。犯者，其室毆傷之，以毋故入人室律從事).
وفي أسرة هان المتأخرة، بلغ المبدأ ذروته، حيث أُجيز قانونًا لأهل المنزل ضرب وقتل أي دخيل — حتى وإن كان شرطيًا أو مسؤولًا رسميًا — يدخل الدار ليلًا، بغض النظر عن السبب أو النية.
أما في العصور اللاحقة — مثل أسرة تانغ وأسرة مينغ وأسرة تشينغ — فقد استُبقي المبدأ ولكن مع تحديده بفترة الليل فقط، ومع حصر الحماية القانونية بصاحب المسكن. فكان يحق لصاحب الدار قتل المتسلل ليلًا دون أن يُحاسب أو يُحال إلى القضاء.
ففي قانون تانغ ورد: "من يدخل دار غيره ليلًا بلا سبب يُجلد أربعين جلدة. فإن قتله صاحب المنزل فورًا، فلا يُلاحق" (بالصينية: 諸夜無故入人家者，笞四十。主人登時殺者，勿論).
أما قانون مينغ العظيم فنص على: "من يدخل دار غيره ليلًا بلا سبب، يُعاقب بثمانين جلدة. فإن قتله صاحب المنزل في الحال، فلا يُدان" (بالصينية: 凡夜無故入人家內者，杖八十。主家登時殺死者，勿論).
ويبدو أن هذا الفهم القانوني كان انعكاسًا لرؤية اجتماعية سائدة، عبّرت عنها كثير من الأشعار والآداب في الصين القديمة، وهي أن "من يدخل دارًا ليلًا، إما زانٍ أو لصّ" (بالصينية: 夜入民宅，非奸即盜).

### الوضع القانوني الحالي

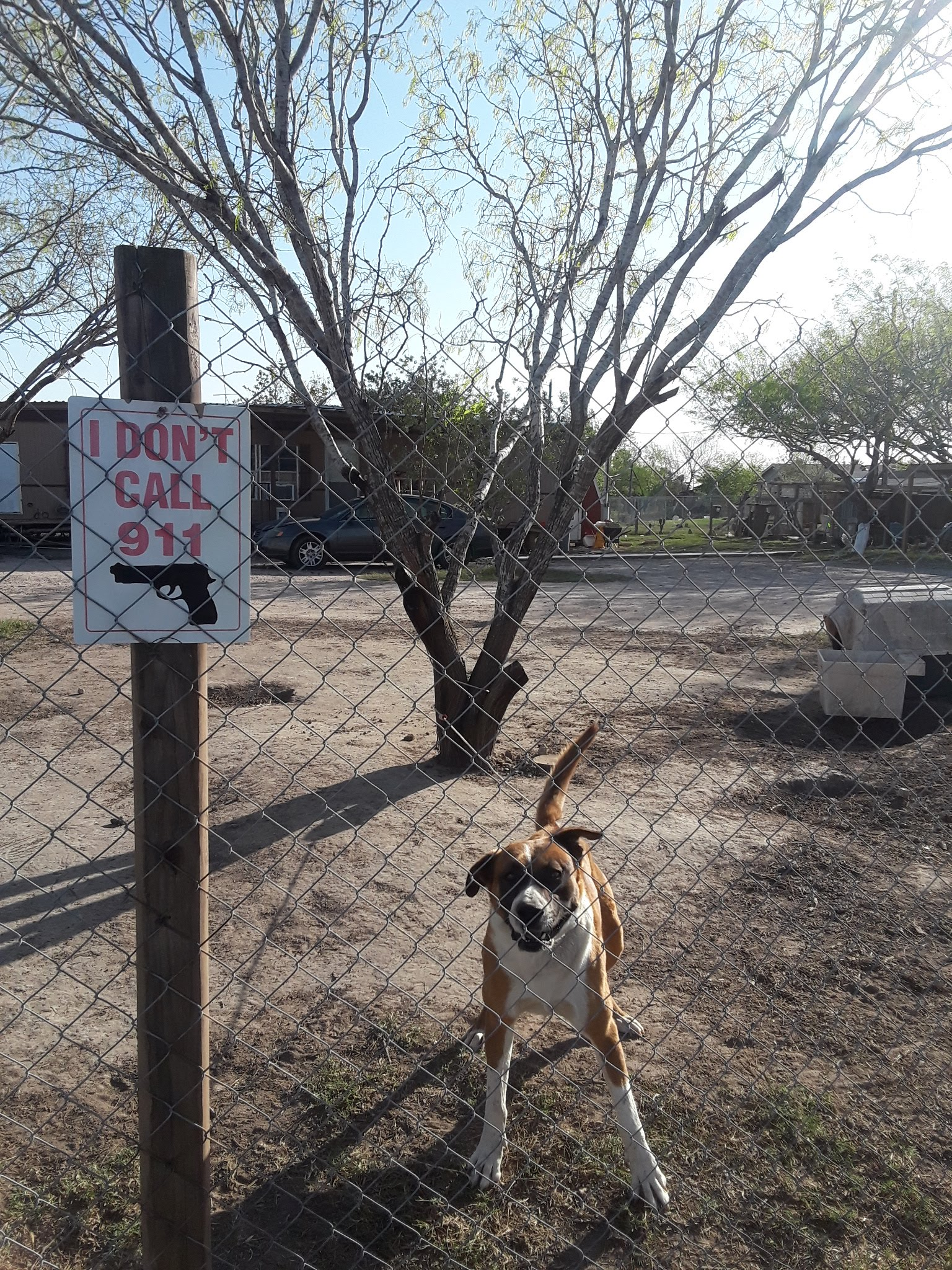
لافتة في ولاية تكساس: "لا أتصل بالشرطة" مع صورة مسدس

في الوقت الراهن، تُحرّم قوانين الدخول بالقوة — سواء الجنائية أو المدنية — في معظم الولايات الأمريكية استخدام العنف لاسترداد ملكية الأرض أو العقار بشكل ذاتي.
وفي أغلب الأحيان، يُستخدم مبدأ القلعة كوسيلة دفع إيجابي (affirmative defense) للأفراد الذين يُتهمون بجريمة القتل الجنائي في ظروف يُشتبه فيها بالدفاع عن النفس، ولا يُعد هذا المبدأ إذنًا قانونيًا صريحًا للقتل، لأن القتل يبقى محظورًا في الأصل.
وفي حين تمنع غالبية الولايات استخدام القوة لاستعادة الحيازة، فإن قلةً منها تسمح باستخدام قوة معقولة لمن يملك حق الحيازة الفوري لاسترجاع أرضه، بشرط ألا تتجاوز تلك القوة حدود الضرورة.
أما ولاية تكساس، فهي الولاية الوحيدة التي تُجيز صراحة استخدام القوة المميتة لاستعادة الملكية أو الحيازة، كما ورد في المادة 9.42 من قانون العقوبات الصادر عام 1994.

### أستراليا
تختلف قوانين الدفاع عن النفس من ولاية إلى أخرى في أستراليا. ففي جنوب أستراليا، يظهر الدفاع العام في المادة 15(1) من قانون توحيد القانون الجنائي لعام 1935، فيما تُخصص المادة 15A(1) للدفاع عن الممتلكات، وذلك ضمن اختبار "هجيني" يجمع بين المعيارين الذاتي والموضوعي. أي أن على المدعى عليه أن يكون قد آمن بصدق بوجود تهديد وشيك، وأن يكون رد فعله معقولًا ومتناسبًا مع الظروف كما رآها هو.
وفي يوليو 2003، سنّت حكومة مايك ران قوانين تتيح لسكان المنازل استخدام "أي قوة يرونها ضرورية" ضد متسللي المنازل. ويُعفى القاتل أو المصيب للمتسلل من المحاكمة إن أثبت أنه اعتقد بصدق أن فعله كان لحماية نفسه أو أسرته. وقد عارض هذا التشريع بشدة كل من المدعي العام بول روف، والمحامية ماري شو (التي أصبحت لاحقًا قاضية).
وفي فبراير 2019، قُتل رجل يُدعى برادلي سوبر أثناء اقتحامه منزل فرانسوا شوارتز في سيدني. وبعد التحقيق، أوصت شرطة نيو ساوث ويلز بعدم توجيه تهم ضد شوارتز.

### البرازيل
منذ سنة 1917، ومع صدور أول القانون المدني البرازيلي، أُجيز لحائز الشيء — منقولًا كان أو عقارًا — أن يدافع عنه باستخدام القوة في حال حصول إزعاج (turbação) أو نزع الحيازة (esbulho)، شريطة أن يكون التدخل فوريًا ومتناسبًا مع التعدي.
وقد تم تثبيت هذا الحق أيضًا في القانون المدني البرازيلي لعام 2002، في مادته 1.210، مع التأكيد على أن من يمارس هذا الدفاع لا يتحمل مسؤولية مدنية أو جنائية. كما تنص المادة 188/1 من نفس القانون على أن "الممارسة المنتظمة لحق قانوني ليست فعلًا غير مشروع".
لا يُسمح بالدفاع الذاتي في حالات التهديد المجرد (ameaça)، بل يشترط أن يكون الحائز قد تعرض فعليًا وماديًا للإزعاج أو تم فصله كليًا عن حيازته.

### كندا
بحسب قانون العقوبات الكندي (المواد 34 و35)، يُسمح باستخدام القوة — بما في ذلك القوة القاتلة — للدفاع عن النفس، أو عن ممتلكات يملكها الشخص بـ"سلام"، أو للدفاع عن الغير، طالما اعتقد الشخص أن القوة ضرورية. ويُشترط أن تكون هذه القوة معقولة في ظل الظروف.
مع ذلك، أكدت المحاكم الكندية أن استخدام القوة القاتلة للدفاع عن الممتلكات فقط — دون تهديد للحياة — لا يُعد مبررًا.

### التشيك
تخلّت جمهورية التشيك عن "واجب الفرار" منذ سنة 1852، ولم يُدرج هذا الواجب في أي من النسخ اللاحقة من القانون الجنائي.
ورغم غياب نص صريح عن "مبدأ القلعة"، إلا أن السوابق القضائية تؤيد استخدام القوة لطرد المعتدين من منزل المدافع.
في قضية شهيرة عام 2015، ألغت المحكمة الدستورية إدانة رجل أطلق النار عبر باب منزله وأصاب عنصرًا من شرطة الاقتحام ظنّه لصًا. وصرحت المحكمة: "إن حرمة المنزل تُعد من أهم الحريات التي يحميها الدستور التشيكي، ولا يجوز التشكيك في شرعية الدفاع عنها".

### إنجلترا وويلز
في القانون العام الإنجليزي، يمكن للمدعى عليه أن يدفع مسؤوليته الجنائية أو المدنية عبر الادعاء بأنه تصرف بدافع الدفاع عن النفس.
ويلزم القانون أن تقتنع هيئة المحلفين بأن المدعى عليه استخدم قوة متناسبة، وبأنه تصرف دفاعًا عن نفسه أو ممتلكاته أو لمنع جريمة، وأن القوة كانت معقولة.
وقد ألغى قانون القانون الجنائي لعام 1967 "واجب الفرار"، بشرط أن يكون الشخص في مكان يملك الحق القانوني في التواجد فيه.
وفي عام 2008، نُقل القانون إلى إطار تشريعي صريح عبر قانون العدالة الجنائية والهجرة، حيث نصّت المادة 76 (كما عُدّلت لاحقًا عام 2013) على أن ربّ المنزل الذي يستخدم قوة "غير متناسبة بشكل صارخ" لا يُعد مذنبًا تلقائيًا.
لكن النيابة العامة البريطانية شددت على أن هذا لا يبرّر أفعالًا مفرطة مثل قتل المتسلل بعد فقدانه للوعي، أو نصب أفخاخ قاتلة.

### إسرائيل
يُجيز القانون الإسرائيلي لمالكي العقارات الدفاع عن أنفسهم باستخدام القوة غير المميتة، وذلك مع الالتزام بـواجب التراجع متى أمكن تفادي المواجهة.
وقد جاء هذا القانون كردّ فعل على محاكمة شاي درومي، وهو مزارع إسرائيلي أطلق النار على متسللين فلسطينيين اقتحموا مزرعته ليلًا في عام 2007.

### إيطاليا
أقرت إيطاليا في عام 2005 قانونًا يتيح لمالكي العقارات الدفاع عن أنفسهم باستخدام القوة، بشرط أن يُثبتوا أن المتسلل شكّل تهديدًا جسديًا مباشرًا.
وفي عام 2019، تم توسيع نطاق القانون، ليُسمح باستخدام سلاح ناري للدفاع عن الممتلكات ضد تهديدات "مُتصوَّرة" دون الخوف من الملاحقة القضائية. كما يوفّر القانون الجديد مساعدة قانونية مجانية وتغطية نفقات الدفاع للمواطنين الذين يقتلون أو يصيبون متسللين داخل ممتلكاتهم.

### السويد
تُجيز قوانين الدفاع عن النفس في السويد استخدام القوة للدفاع عن الممتلكات (وليس فقط المسكن)، وكذلك لحماية الأشخاص. ويُشترط أن تكون القوة المستخدمة غير مبالغ فيها بالنسبة للخطر القائم. فلا يجوز استخدام القوة المميتة ما لم يكن التهديد ذاته مميتًا، مثل الدفاع ضد سرقة بسيطة.
وتمنح السويد المواطنين أيضًا الحق في تنفيذ القبض المدني على المتسللين حتى وصول الشرطة.

## ملحوظات
1. 1 2  "مشروع قانون الجمعية رقم 159، ولاية نيوجيرسي، تشريع رقم 213، "قانون الدفاع عن النفس في نيوجيرسي"" (PDF). 6 مايو 2008. مؤرشف من الأصل (PDF) في 2012-09-02. اطلع عليه بتاريخ 2009-03-19. مبدأ القلعة هو مفهوم قانوني أمريكي قديم يعود إلى القانون العام الإنجليزي، ينص على أن المسكن يُعدّ منطقة خاصة يتمتع فيها الفرد بحقوق وحصانات خاصة، وأنه غير ملزم بالفرار قبل الدفاع عن نفسه، ويجوز له أن يفعل ذلك دون خوف من الملاحقة القانونية. {{استشهاد ويب}}: الوسيط |حالة المسار=ميت غير صالح (مساعدة)
2. ↑  Anooshian، John S. (1987). "هل ينبغي للمحاكم استخدام مبادئ التبرير والعذر لفرض مسؤولية القتل أثناء الجناية؟". ج. 19: 451. {{استشهاد بدورية محكمة}}: الاستشهاد بدورية محكمة يطلب |دورية محكمة= (مساعدة) وتجاهل المحلل الوسيط |الدورية= لأنه غير معروف (مساعدة)
3. ↑  "صاحب منزل يطلق النار على سائح عن طريق الخطأ في تكساس، بحسب الشرطة". نيويورك تايمز. 8 يناير 1994. مؤرشف من الأصل في 2023-08-26. اطلع عليه بتاريخ 2023-08-26. {{استشهاد بخبر}}: الوسيط |حالة المسار=حي غير صالح (مساعدة)
4. ↑  Numa Denis Fustel de Coulanges, The Ancient City, p.50.
5. 1 2 3  "An Englishman's home is his castle". Phrases.org.uk. مؤرشف من الأصل في 2025-06-05. اطلع عليه بتاريخ 2012-01-11.
6. ↑  جونستون، فيليب (11 يناير 2009). "منزل الإنجليزي لم يعد قلعته". ديلي تلغراف. لندن. مؤرشف من الأصل في 2025-02-24. اطلع عليه بتاريخ 2012-01-11.
7. ↑  سفر الخروج 22: 2–3.
8. ↑  "خروج 22 – الكتاب المقدس العبري الإنجليزي – موقع ميخون-ممره". mechon-mamre.org. مؤرشف من الأصل في 2025-04-24.
9. ↑  Dickinson v. Maguire, 9 Cal. 46 – ترأس الجلسة القاضي ديفيد تيري، الذي قُتل لاحقًا بأمر من القاضي ستيفن فيلد بدعوى الدفاع عن النفس. نسخة محفوظة 2017-10-21 على موقع واي باك مشين.
10. ↑  Daluiso v. Boone, 71 Cal.2d 484 – تاريخ القانون العام الإنجليزي في المحاكم الأمريكية. نسخة محفوظة 2025-04-24 على موقع واي باك مشين.
11. ↑  Commentaries on the Laws of England، الكتاب الرابع، الفصل السادس عشر نسخة محفوظة 3 مايو 2008 على موقع واي باك مشين.
12. ↑  يشير "تُلي" إلى ماركوس توليوس شيشرون.
13. ↑  النص اللاتيني: quid enim sanctius, quid omni religione munitius, quam domus uniuscuiusque civium? – الترجمة: "ما أقدس، وما أشدّ تحصينًا بكل شعور ديني، من بيت المواطن؟"
14. ↑  胡، 文辉 (18 مايو 2007). "قوانين هان: دخول المسؤولين لبيوت العامة ليلًا يُقابَل بالقتل دون إدانة". 凤凰网. مؤرشف من الأصل في 2025-03-18. اطلع عليه بتاريخ 2023-04-18.
15. ↑  "夜入民宅，非奸即盜". معهد تاريخ وعلم الآثار، الأكاديمية السينيكية. مؤرشف من الأصل في 2024-10-07. اطلع عليه بتاريخ 2023-04-18.
16. 1 2
17. ↑  1 Harper and James, المرجع نفسه، § 3.15، ص. 258؛ Prosser، Law of Torts (الطبعة الثالثة، 1964) § 23، ص. 125. راجع مثلًا: Mason v. Hawes (1884) 52 Conn. 12؛ McIntyre v. Murphy (1908) 153 Mich. 342؛ Daluiso v. Boone, 71 Cal.2d 484.
18. ↑  راندال، مارك؛ دي بور، هندريك (24 أبريل 2012). "مبدأ القلعة وقانون الدفاع في الميدان المفتوح ("Stand-your-ground")". الجمعية العامة لولاية كونيتيكت. ولاية كونيتيكت. مؤرشف من الأصل في 2025-06-16. اطلع عليه بتاريخ 2018-06-02. مبدأ القلعة وقوانين "الدفاع في الميدان المفتوح" هي وسائل دفاع إيجابي للأفراد المتهمين بجريمة قتل، وليست قوانين قائمة بذاتها يمكن استدعاؤها مباشرة
19. ↑  "Shorter v. Shelton, 183 Va. 819, 826-827". المحكمة العليا لولاية فرجينيا. 23 أبريل 1945. مؤرشف من الأصل في 2025-01-04. اطلع عليه بتاريخ 2013-07-29. لا ينص القانون بشكل صريح على سلب المالك حقه التقليدي في استرداد الحيازة باستخدام القوة المعقولة، إذا كان يملك هذا الحق قانونًا
20. ↑  Tex. Penal Code § 9.42 (1994).
21. ↑  "قانون تعديل الدفاع عن النفس 2003" (PDF). حكومة جنوب أستراليا. مؤرشف من الأصل (PDF) في 2021-03-17. اطلع عليه بتاريخ 2013-07-27.
22. ↑  مقال من أديلايد ناو، 28 يناير 2007
23. ↑  "الشرطة توصي بعدم توجيه تهمة للرجل الذي قتل متسللًا". سيدني مورنينغ هيرالد. 19 فبراير 2019. مؤرشف من الأصل في 2025-02-02. اطلع عليه بتاريخ 2020-11-24.
24. ↑  "القانون المدني البرازيلي 1917". planalto.gov.br. مؤرشف من الأصل في 2025-05-27. اطلع عليه بتاريخ 2018-02-17.
25. ↑  "القانون المدني البرازيلي 2002". planalto.gov.br. مؤرشف من الأصل في 2025-06-20. اطلع عليه بتاريخ 2018-02-17.
26. ↑  "القوانين الفيدرالية الموحّدة لكندا". lois-laws.justice.gc.ca. مؤرشف من الأصل في 2025-04-30. اطلع عليه بتاريخ 2021-06-29.
27. ↑  "وزارة العدل الكندية – دليل تقني للممارسين". وزارة العدل الكندية. مؤرشف من الأصل في 2013-05-19. اطلع عليه بتاريخ 2021-07-15.
28. ↑  Gawron، Tomáš (2023). الدفاع الضروري في الممارسة القانونية. برنو: Václav Klemm. ص. 93. ISBN:978-80-87713-23-5. مؤرشف من الأصل في 2025-02-23.
29. ↑  Gawron، Tomáš (2023). الدفاع الضروري في الممارسة القانونية. ص. 59.
30. ↑  Gawron، Tomáš (2023). الدفاع الضروري في الممارسة القانونية. ص. 214.
31. ↑  "إرشادات النيابة حول الدفاع عن النفس – واجب الانسحاب". مؤرشف من الأصل في 2012-03-21. اطلع عليه بتاريخ 2023-12-24.
32. ↑  "إرشادات النيابة حول القوة المعقولة". مؤرشف من الأصل في 2012-03-21. اطلع عليه بتاريخ 2023-12-24.
33. ↑  "Criminal Justice and Immigration Act 2008" (بالإنجليزية). Archived from the original on 2025-06-19. Retrieved 2025-06-25.
34. ↑   http://web.archive.org/web/20250116091750/https://www.cps.gov.uk/sites/default/files/documents/publications/Householders-2018.pdf. مؤرشف من الأصل (PDF) في 2025-01-16. {{استشهاد ويب}}: الوسيط |title= غير موجود أو فارغ (مساعدة)
35. ↑  "الكنيست يقر "قانون درومي"". 14 فبراير 2007. مؤرشف من الأصل في 2021-06-04. اطلع عليه بتاريخ 2012-03-18.
36. ↑  ستويل، ريبيكا آنا (24 يونيو 2008). "قانون جديد يتيح إطلاق النار على اللصوص". جيروزاليم بوست. مؤرشف من الأصل في 2013-06-19. اطلع عليه بتاريخ 2009-07-15.
37. ↑  إيطاليا تقر قانون الدفاع عن النفس – BBC، 24 يناير 2006 نسخة محفوظة 2025-02-02 على موقع واي باك مشين.
38. ↑  "مالكو الأسلحة في إيطاليا مبتهجون بقانون الدفاع الموسع". France 24. 24 أبريل 2019. مؤرشف من الأصل في 2025-02-02. اطلع عليه بتاريخ 2019-11-16.
39. ↑  "إيطاليا تسهّل إجراءات الدفاع عن النفس عند قتل المتسللين". The Local. 28 مارس 2019. مؤرشف من الأصل في 2025-02-02. اطلع عليه بتاريخ 2019-11-16.
40. ↑  "إيطاليا توسّع تعريف الدفاع المشروع". 28 مارس 2019. مؤرشف من الأصل في 2025-02-02. {{استشهاد بدورية محكمة}}: الاستشهاد بدورية محكمة يطلب |دورية محكمة= (مساعدة)